# Hermann Stengelin
Hermann Julius Stengelin (* 21. Oktober 1871 in Tuttlingen, Königreich Württemberg; † 15. Mai 1948 ebenda, Französische Besatzungszone) war Abgeordneter im württembergischen Landtag als Vertreter des Oberamts Tuttlingen (Schwarzwaldkreis).

## Familie und Herkunft
Hermann Stengelin machte eine Ausbildung zum Küfer. Sein Schwiegervater Stefan Mesle erwarb in den 1860er Jahren das Gasthaus Schützen, das Stengelin gemeinsam mit seinem Schwager Georg Mesle 1903 übernahm. Die Gaststätte verfügte über eine eigene Brauerei, drei Wirtsräume, Fremdenzimmer und eine Kegelbahn. Ab 1931 nutzte die örtliche NSDAP die Gaststätte als Parteilokal. Stengelin war Vorstand des Bezirks-Wirtevereins und des Tuttlinger Verschönerungsvereins. Außerdem war er Freimaurer.

## Politische Karriere
Durch Fusionen der Parteien war Hermann Stengelin Mitglied der Deutschen Volkspartei, der Fortschrittlichen Volkspartei und der Deutschen Demokratischen Partei. Mit dem Rücktritt von Christian Storz wurde Stengelin ab 1913 Mitglied der Württembergischen Landstände. Er arbeitete 1918 in der Landesversammlung des Volksstaats Württemberg an der neuen württembergischen Landesverfassung mit.